# Spanish Fork
Spanish Fork – miasto w Stanach Zjednoczonych, w stanie Utah, w hrabstwie Utah.